# Brauerei Beckmann

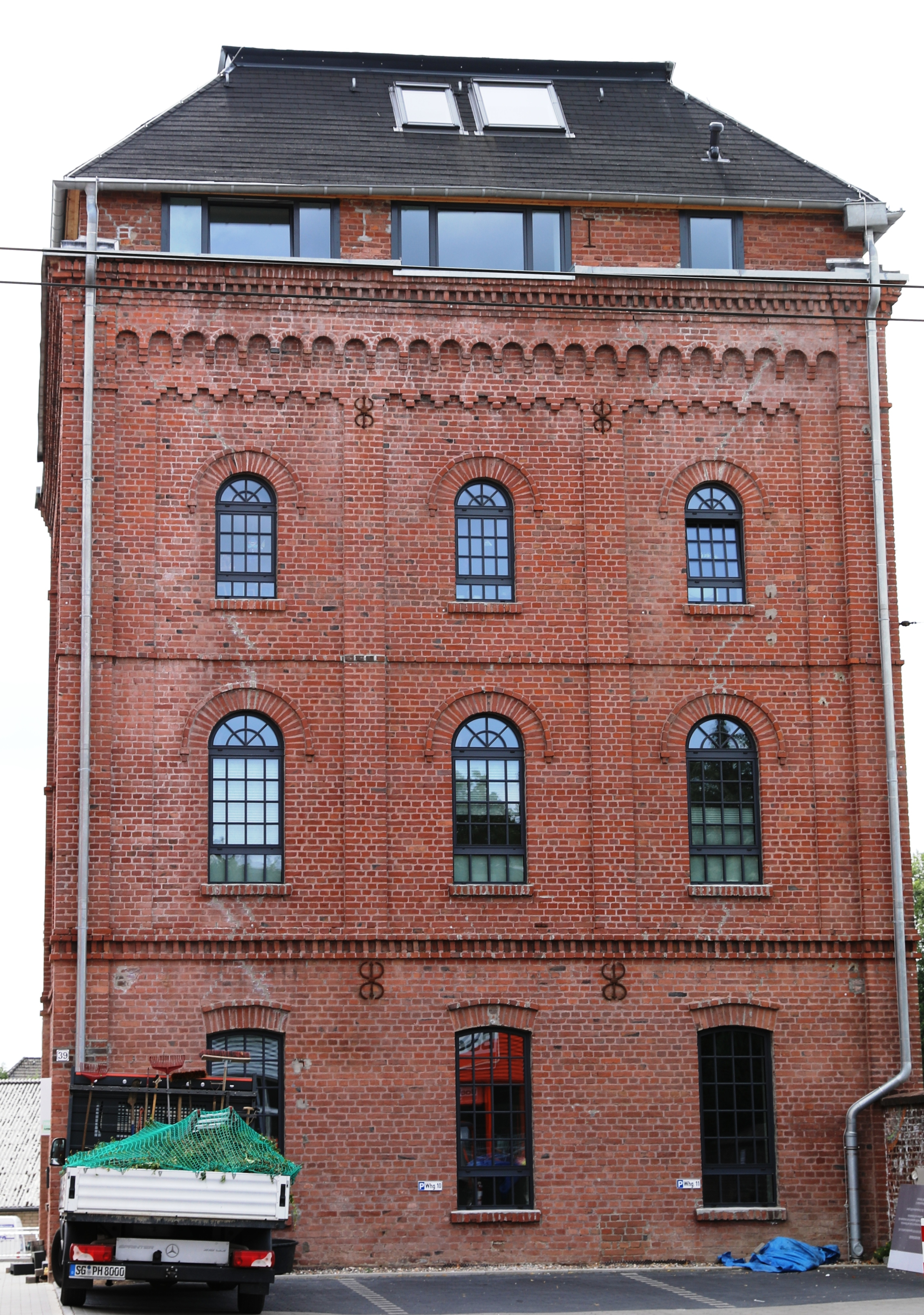
Ehemaliger Brauturm der Brauerei Beckmann an der Schützenstraße in Solingen, heute Baudenkmal (2019)

Aktie der Ohligser Aktien-Brauerei (1951).

Die Aktien-Brauerei Beckmann AG war eine deutsche Bierbrauerei aus Solingen, die von 1753 bis 1991 bestand. Zu ihr gehörte auch die 1899 durch Beckmann gegründete Ohligser Aktienbrauerei (OA) und ab 1917 die Vereinsbrauerei Höhscheid. Die Brauerei Beckmann an der Schützenstraße stellte ihren Betrieb 1989 ein und der Betrieb bei OA in Ohligs endete 1991. Es wurden Pils, Export, Altbier, Bockbier, Malzbier und Obergäriges gebraut.

## Geschichte

### Anfänge
Die Brauerei wurde im Jahr 1860 von Johann Wilhelm Beckmann in der damaligen Bürgermeisterei Dorp an der heutigen Schützenstraße gegründet. Sie berief sich allerdings auf eine Brautradition seit 1753. Dieses Jahr wurde auf Werbemitteln wie Bierdeckeln oder Flaschenetiketten als Gründungsjahr der Brauerei Beckmann angegeben. Am Rande des Windfelner Bachtals entdeckte im Jahre 1862 Carl Beckmann, Sohn des Firmengründers, eine Möglichkeit zur kühlen Lagerung seiner Biervorräte durch einen von ihm in das Gestein geschlagenen Felsenkeller in Form eines Stollens. Zur Kühlung des Biers wurden im Winter Eisblöcke aus dem Morsbachteich bei Grunenburg entnommen. Beckmann richtete vor Ort auch einen Gastronomiebetrieb ein, den er Felsenkeller nannte. Dieser Name ging auf die dort entstandene Ortslage über. Weiteres Eis wurde auch aus Tummelhaus, einer Ortschaft im Gräfrather Stadtbezirk, bezogen.  Noch bis in die 1950er Jahre lieferten Pferdefuhrwerke der Brauerei Bier und Stangeneis in die umliegenden Gaststätten.
Im Jahr 1880 übernahm Carl Beckmann die Brauerei von seinem Vater und führte sie unter dem Namen Brauerei Carl Beckmann weiter. Im Jahr 1884 verließ Carl Beckmann das Unternehmen, sein Name blieb jedoch erhalten. Seine Stelle nahm mit Otto Beckmann, ein weiteres Familienmitglied, ein. 1898 übernahm Hugo Beckmann die Brauerei, und die Brauerei firmiererte fortan als Brauerei Hugo Beckmann.

### 20. Jahrhundert
1907 wurde die Aktiengesellschaft gegründet, die jedoch nur für den Getränkevertrieb verantwortlich war, die Brauerei Hugo Beckmann blieb ein eigenes Unternehmen.
Im Jahre 1913 lag der Umsatz bei 640.906 Mark, der Gewinn bei 43.391 Mark. Zu dieser Zeit begannen die Lohnbrauaufträge für die Vereinsbrauerei Höhscheid, an der die Familie Beckmann Aktien zu erwerben begann, bis sie im Jahr 1917 die Brauerei übernahmen. Das Bier der Vereinsbrauerei Höhscheid wurde fortan durch einen Lohnbrauvertrag mit der Brauerei Beckmann nur noch bei Beckmann gebraut.
Im Geschäftsjahr 1918/19 stieg der Umsatz auf 1.126.761 Mark und der Gewinn auf 96.975 Mark. Im Geschäftsjahr 1922/23 sank der Umsatz auf 634.974 Mark. Im Geschäftsjahr 1922/23 betrug der Gewinn dann sogar 537.435 Millionen Mark, was aber was aber an der Hyperinflation lag. Im Jahr 1934 hatte Beckmann 165 Mitarbeiter und 25 Lastwagen zur Auslieferung des Bieres.
Im Jahr 1940 wurde die Brauerei Carl Beckmann und die Brauerei Beckmann Aktiengesellschaft vereinigt, wie die Bilanz aus dem Geschäftsjahr 1940/41 erkennen lässt: Das Aktienkapital stieg auf 1.500.000 Reichsmark, der Umsatz auf 2.330.380 Reichsmark und der Gewinn auf 91.387 Reichsmark. Die ungefähre Bierproduktion wurde, ausgegangen vom Umsatz für das Jahr 1940/41, auf 60.000 bis 70.000 Hektoliter geschätzt.
Im Zweiten Weltkrieg wurden die Gebäude an der Schützenstraße durch die Luftangriffe auf Solingen völlig zerstört, nicht jedoch die Brauanlagen.
Die Bilanz für das Geschäftsjahr 1948/49 zeigte aber wieder eine Erholung. Ohne einen Verlustvortrag in Höhe von 840.440 Mark aus dem Vorjahr wäre ein Gewinn in Höhe von 133.471 Mark erzielt worden.
In den Nachkriegsjahren wurde eine breite Palette an Biersorten, wie Edel-Pils, Bergisch Alt, Solinger Export, Edel-Bock, Malz-Vollbier und Obergäriges gebraut.

### Niedergang und Schließung
Besonders die Biere Stifts Pils und Andreas Bier aus Hagen waren große Konkurrenten auf dem Solinger Biermarkt. Größter Konkurrent war jedoch die Wicküler Brauerei aus Wuppertal. Diese drei Brauereien übernahmen viele Gaststätten als Kunden und dezimierten somit den Absatz der Beckmann Brauerei. In den 1960er Jahren wurde der Braubetrieb in der Schützenstraße eingestellt. Die Brauerei in der Schützenstraße wurde nur noch zur Abfüllung und Lagerung genutzt und die Brautätigkeit in die Aktienbrauerei Ohligs verlagert.

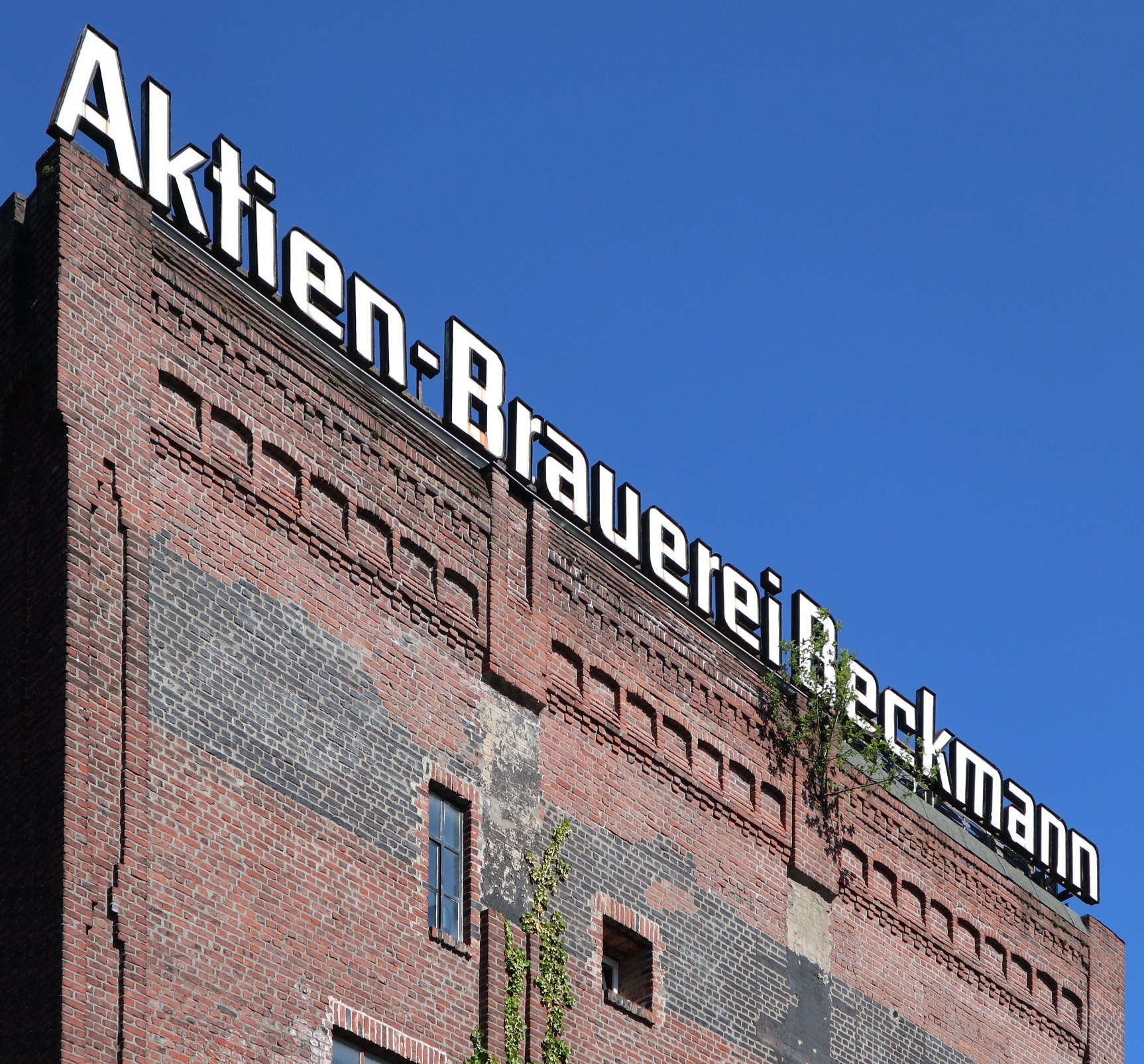
Schriftzug der Brauerei in Solingen-Ohligs.

Im Jahr 1972 fusionierte die Brauerei Beckmann AG mit der Aktienbrauerei in Ohligs und ein Jahr später erfolgte die Umfirmierung in Aktien-Brauerei Beckmann AG. Der große Schriftzug Aktien-Brauerei-Ohligs an der Brauerei in Solingen-Ohligs wurde durch Aktien-Brauerei Beckmann ersetzt. In den 1980er Jahren wurde, zur Auslastung der Brauerei Bier, für verschiedene Bierverlage gebraut, auf den jeweiligen Etiketten ist kein direkter Bezug zu Beckmann oder Solingen zu finden.
Die Kostenstruktur und mutmaßlich anstehende Modernisierungen führten zu einer Stilllegung der Brauerei Beckmann in der Schützenstraße im Jahr 1989. 1991 wurde auch der Braubetrieb in Ohligs eingestellt und das Unternehmen in Beckmann Beteiligungs-AG umfirmiert.

## Gebraute Biere
Pils
- Beckmann Bier
- Solinger Pilsener
- Ohligser Pils
- Edel-Pils

Export
- Solinger Export
- Spezial-Export

Altbier
- Bergisch Alt[15]

Obergäriges
- Köbes[16]
- Beckes
- Bergisch Urhell[15]

(Diese Biere waren de facto Kölsch, durften aber nicht so genannt werden, da sie nicht in Köln gebraut wurden)
Bockbier
- St. Engelbert Doppelbock
- St. Engelbert Maibock
- Edel-Bock-Hell[15]
- Beckmanns Sonnenbräu[9]

Malzbier
- Bergisch Malz[15]

Daneben wurden folgende Biere im Lohnsud, also im Auftrag für andere Unternehmen, gebraut:
für Rheinland Getränke, Düsseldorf
- Heinrich Alt
- Heinrich Pils
- Heinrich Export

für Inter Getränke, Viersen
- Königsburger Alt
- Königsburger Pilsener[9]

für Gefrago GmbH, Essen
- Rösser Export
- Rösser Alt
- Rösser Malz[17]

für Getränkeverlag Herzog GmbH, Hilden
- Herzog Alt
- Herzog Edel-Pils[9]

## Nachfolgeunternehmen
Im Jahr 1996 wurde der Sitz der Beckmann Beteiligungs-AG nach Düsseldorf verlegt. Die Firma war im Bereich Beteiligungen an Autohäusern in Deutschland und Frankreich tätig. Weiterer Geschäftszweck war die Vermietung von Einzelhandelsimmobilien. In den 2000er Jahren übernahmen Mitglieder der Familie Cloppenburg, bekannt durch Peek & Cloppenburg, die Mehrheit der Aktien. Um 2010 ging die Gesellschaft in der Cloppenburg Automobil SE auf, die im Jahr 2021 ca. 20 BMW-Autohäuser in ganz Deutschland betrieb. Parallel dazu entstand die „S.A. Beckmann France, Chennevieres sur Marne“, die in Frankreich neun Autohäuser betreibt.

## Nachnutzung der Brauereigebäude
Die Gebäude beider Brauereien sind noch in Teilen erhalten. Auf dem Brauereigelände in der Schützenstraße entstand 2014 ein Senioren-Wohnheim des Malteserstift St. Antonius, gebaut durch die Projektentwicklungsgesellschaft des ehemaligen Fußballprofis Paul Breitner. Zudem entstanden Wohnungen für Privatnutzer.  Von der Brauerei ist nur noch ein kleiner Teil enthalten, der 2010 in die Solinger Denkmalliste eingetragen wurde. Dabei handelt es sich um den Brauereiturm, den Flaschenraum und die Schlosserei an der Schützenstraße 39–43. Die Brauerei in Ohligs in der Kottendorfer Straße ist noch gut erhalten. Die Gebäude wurden nach der Stilllegung in Wohnungen umgebaut. Im Keller der Brauereigebäude befand sich bis zu ihrer Schließung 2018 die Diskothek Getaway. Anschließend wurden in dem Gebäude Wohnungen und Ladenlokale betrieben (Stand Januar 2024).

## Nachfolgebier
Im Jahre 2012 versuchten die beiden Jungunternehmer Tobias Schwenk und Karim Kotobi die Biertradition der Brauerei Beckmann durch eine Neuauflages des Helles Beckes wieder aufleben zu lassen. Das in einer Hagener Familienbrauerei gebraute Pils wurde nicht nach dem Originalrezept gebraut, sondern bezog sich in der Rezeptur auf Interviews in Bezug auf Geschmackserinnerungen, die mit ehemaligen Konsumenten von Helles Beckes geführt worden. Das Bier war nur in einem Biergarten in Solingen-Wald erhältlich.

## Sonstiges
Die noch heute existierende, 1905 angelegte, Beckmannstraße in Solingen-Höhscheid durchschnitt das Brauereigelände.
Für Modelleisenbahnen der Spur H0 boten in den 1980er Jahren die Hersteller Märklin und Fleischmann verschiedene Waggons mit Werbung für Beckmann-Biere an.